# Triops
Triops – rodzaj stawonogów w rodzinie Triopsidae. Triopsy żyją w okresowo wysychających zbiornikach wodnych, gatunki przekopnic tego rodzaju spotykane są na niemal wszystkich kontynentach. Od rodzaju Lepidurus różnią się głównie brakiem podłużnego wyrostka na końcu telsonu oraz okresem występowania: Lepidurus spotkać można wczesną wiosną, natomiast Triops pojawiają się późną wiosną i występują aż do jesieni.

## Gatunki
Chociaż taksonomia rodzaju nie była weryfikowana od 1955 roku, obecnie rozpoznaje się następujące gatunki:
• Triops australiensis Spencer & Hall, 1895
• Triops baeticus Korn, 2010
• Triops cancriformis Bosc, 1801
• Triops dadayi Naganawa & Forró, 2020
• Triops dybowskii Braem, 1893
• Triops emeritensis Korn & Pérez-Bote, 2010
• Triops gadensis Korn & García-de-Lomas, 2010
• Triops gracilis Wolf, 1911
• Triops granarius Lucas, 1864
• Triops longicaudatus LeConte, 1846
• Triops mauritanicus Ghigi, 1921
• Triops mavliensis Tiwari, 1951
• Triops maximus Korn, 2016
• Triops multifidus Korn, 2016
• Triops namaquensis Richters, 1886
• Triops newberryi Packard, 1871
• Triops numidicus Grube, 1865
• Triops orientalis Tiwari, 1951
• Triops oryzaphagus Rosenberg, 1947
• Triops vicentinus Korn, Machado, Cristo & Cancela da Fonseca, 2010
• Triops sakalavus Nobili, 1905
• Triops simplex Ghigi, 1921
• Triops strenuus Wolf, 1911
• Triops sudanicus Braem, 1893
T. mauritanicus został uznany za podgatunek T. cancriformis, ale ponownie otrzymał status gatunkowy w pracy Korn et al. w 2006 roku.
T. simplex został uznany za podgatunek T. cancriformis, ale ponownie otrzymał status gatunkowy w pracy Korn et al. w 2010 roku.
T. numidicus został uznany za podgatunek T. granarius, ale ponownie otrzymał status gatunkowy w pracy Naganawa et al. w 2020 roku.
T. oryzaphagus i T. newberryi zostały uznane za synonimy T. longicaudatus, ale ponownie otrzymały status gatunkowy w pracy Sassman et al. w 1997 roku.
T. dybowskii, T. orientalis i T. mavliensis zostały uznane za gatunki o wątpliwej tożsamości wymagające dalszych badań (species inquirenda) w pracy Rogers et al. w 2020 roku, w tej samej pracy dwa gatunki wcześniej uważane za synonimy T. granarius, T. namaquensis i T. sudanicus, ponownie otrzymały status gatunkowy.